# Фускальдо
Фускальдо (итал. Fuscaldo) — коммуна в Италии, располагается в регионе Калабрия, подчиняется административному центру Козенца.
Население составляет 8241 человек (на 2004 г.), плотность населения составляет 139 чел./км². Занимает площадь 60 км². Почтовый индекс — 87024. Телефонный код — 0982.
Покровителем населённого пункта считается апостол Иаков Зеведеев. Праздник ежегодно празднуется 25 июля.